# NGC 5312
NGC 5312 је лентикуларна галаксија у сазвежђу Ловачки пси која се налази на NGC листи објеката дубоког неба.
Деклинација објекта је + 33° 37' 20" а ректасцензија 13h 49m 50,5s. Привидна величина (магнитуда) објекта NGC 5312 износи 13,9 а фотографска магнитуда 14,8. NGC 5312 је још познат и под ознакама MCG 6-30-92, CGCG 190-61, NPM1G +33.0291, PGC 49075.